# Caveat lector
Caveat lector é uma expressão em língua latina usada na tradição editorial inglesa.[carece de fontes?] Pode ser traduzida para a língua portuguesa como "alerta ao leitor".
A expressão pode ter significados distintos; alertar ao leitor de uma passagem que esteja incorreta em seus detalhes, mas não na ideia geral, ou alertar ao leitor de uma passagem que pode ser problemática em termos gerais.